# Werner Bülow
Werner Bülow (* 7. September 1918; † 25. Februar 2010 in Steinebach (Wörthsee)) war ein deutscher Jurist und Heimatforscher.

## Leben und Karriere
Nach Studium der Rechtswissenschaften an der Universität Erlangen war er als Wirtschaftsjurist in München tätig. Neben seinem beruflichen Schaffen widmete er sich der Geschichte seiner Wahlheimat in Wörthsee. Den Lebensabend verbrachte er in einem Seniorenstift in Herrsching am Ammersee.

## Ehrungen
- Verdienstmedaille der Bundesrepublik Deutschland
- 1998: Bürgermedaille der Gemeinde Wörthsee

## Werke
- Wörthsee in alten Ansichten – Zaltbommel/Niederlande: Europäische Bibliothek, 1986
- Der Wörthsee und seine Umgebung im Wandel der Zeiten – Schaftlach: Oreos, 1988
- Der Eremit von Gauting – Rosenheim: Rosenheimer, 1991
- Wörthsee und seine Umgebung – Waakirchen: Oreos, 2004